# Adiáfora
Adiáfora (em grego clássico: ἀδιάφορα adiaforon)  é uma palavra de uso polissêmico, tendo sido utilizada primeiramente pelos estoicos, como algo que não era nem obrigatório, nem proibido. Em outros contextos, possui também um sentido de "insignificante". Assim, esse termo seria utilizado para definir o debate de temas que não tem nenhuma importância ou que não chegam a qualquer conclusão.
Como o citado por Roger Olson: "são coisas que não tem importância ou questões de indiferença tendo por exemplo os pormenores das crenças a respeito da natureza exata dos anjos e os detalhes dos eventos associados à segunda vinda de Jesus". Sendo assim, são classificados adiáforos os assuntos que não alteram, nem para mais, nem para menos a essência da teologia cristã.

## Estoicismo
Os estoicos distinguiram todos os objetos da busca humana em quatro classes, Virtude, Sabedoria, Justiça, Temperança, e assim por diante, foram denominados de Bem; seus opostos era obviamente o Mal. Mas, além destes, existem muitos outros objetos de busca, como riqueza,  fama, etc. que não podem ser considerados bons ou maus. Eticamente, estes, portanto, ocupam território neutro e foram denominados de adiáfora.

## Dogma cristão
No conceito cristão, as adiáforas são as cerimônias ou usos eclesiásticos que não são ordenados nem proibidos na palavra de Deus, mas foram introduzidos na igreja no interesse de boa ordem e decoro.
Trata-se de questões sobre as quais pode existir discordância e diversidade sem conflitar com a unidade da Igreja, a Fórmula de Concórdia diz:

Cremos ensinamos e confessamos, outrossim, que nenhuma igreja deve condenar outra por uma ter menos ou mais cerimônias externas não ordenadas por Deus do que a outra, se quanto ao mais existe concórdia entre elas doutrina e em todos os artigos dela, como também no uso correto dos santos sacramentos, segundo a bem conhecida sentença: (…) discordância no jejum não destrói a concordância na fé.
A postura luterana sobre a organização da Igreja provém da convicção de que a questão é adiáfora, de mesmo modo, os luteranos consideram as formas específicas de liturgia, disciplina e similares como questões sobre as quais se podem existir diversidade e discordância, seus oponentes na questão da ordem da Igreja negam que ela esteja nesta categoria.